# Nahr El Fidar
 (février 2012).
Si vous disposez d'ouvrages ou d'articles de référence ou si vous connaissez des sites web de qualité traitant du thème abordé ici, merci de compléter l'article en donnant les références utiles à sa vérifiabilité et en les liant à la section « Notes et références ».
Nahr El Fidar ou le fleuve Fidar est un fleuve libanais issu de ruisseaux saisonniers dans la montagne près de Ehmej qui se jette dans la mer Méditerranée au niveau du village d'Al Fidar à quelques kilomètres au Nord de Jbail. Il s'assèche totalement en été et n'est pas navigable.